# Snow Creature
Snow Creature este un film SF american din 1953 regizat de W. Lee Wilder. În rolurile principale joacă actorii Paul Langton, Leslie Denison.

## Distribuție
- Paul Langton - Frank Parrish
- Leslie Denison - Peter Wells
- Taru Shimada - Subra
- Rollin Moriyana - Leva
- Robert Kino - Inspector Karma